# August Heinrich von Friesen
August Heinrich Graf von Friesen  (* 25. November 1727 in Dresden; † 29. März 1755 auf Schloss Chambord) war ein französischer Maréchal de camp.

## Leben
Er stammte aus der alten sächsischen Adelsfamilie Friesen und war der Sohn von Heinrich Friedrich von Friesen (* 26. August 1681; † 8. Dezember 1739) und Augusta Constantia von Cosel (* 24. Februar 1708; † 2. Februar 1728), einer Tochter der Gräfin Constantia von Cosel und Kurfürst Friedrich August I. von Sachsen. 
Schon 1742 trat von Friesen als Fähnrich mit dem Rang eines Leutnants im Garde-Regiment von Hessen-Kassel auf. Er kämpfte unter anderem in der Schlacht bei Kesselsdorf. Er wurde schnell Hauptmann und 1744 Oberstleutnant in der sächsischen Garde du Corps. Mit ihr kämpfte er im Zweiten Schlesischen Krieg. 1745 wurde Friesen Oberst und Friedrich August II. schickte ihn nach Wien, um zur Geburt des Erzherzoges zu gratulieren. 1746 ging er zu seinem Onkel, dem Generalmarschall Moritz von Sachsen in die französische Armee. Schon am 11. Oktober konnte er sich in der Schlacht bei Roucoux auszeichnen. Anschließend erhielt er die Erlaubnis, ein deutsches Regiment zu errichten. Am 5. Juli 1749 besuchte er Dresden und wurde dabei auch zum sächsischen Generalmajor ernannt.
Am 30. November 1750 starb sein Onkel Moritz auf Schloss Chambord. In seinem Testament vermachte er seinen Besitz seiner (Halb-)Schwester Maria Aurora Rutowska und ihrem Mann Claude Marie Noyel, Graf von Bellegarde. August Heinrich wurde als Nachfolger seines Onkels Kommandeur des Ulanen-Regiments. Dazu wurde er noch Gouverneur des Schlosses. Aber der Graf erkrankte 1755 an Masern und starb überraschend fünf Tage später am 29. März 1755. 
Welches Ansehen er in Frankreich genoss, zeigt sich daran, dass der Erzbischof von Paris gestattete, den protestantischen Grafen in der Parochialkirche des Viertels, der Madeleine Ville l’Eveque (1763 abgerissen) zu beerdigen.  
Der Essayist Friedrich Melchior Grimm war bis zu seinem Tode sein Sekretär.

## Nachleben
Mit dem Tod seines Vaters wurde er unter anderem Erbe der Standesherrschaft Königsbrück und des Rittergutes Cosel. Seine Großmutter Constantia von Cosel versuchte das Erbe nach seinem Tod einzuklagen, musste aber die Standesherrschaft gegen eine Abfindung an einen Vetter, den Freiherrn Johann Friedrich Ernst von Friesen auf Rötha, abtreten.